# Fjerprydelse
En fjerprydelse er en fjerklædt hovedbeklædning.
De mest kendte former er nok de store fjerprydelser lavet af ørnefjer båret af flere indfødte amerikanere, med få undtagelser mænd.:260  Med tiden er netop disse fjerprydelser båret af prærieindianerne blevet et let genkendeligt symbol for de indfødte amerikanere i det hele taget,:203  og de bruges af mange – både mænd, kvinder og børn i leg - der ikke oprindeligt ville have været kvalificeret til at bære en ægte fjerprydelse.:53 
Da flere stammer bar fjerprydelser bl.a. under kamp,:306  kaldes de til tider krigshætter.:79 

## Fjerprydelser på prærien
I 1800-tallet var mange forskellige slags fjerprydelser i brug på prærien alt efter deres formål og bærerens individuelle krav og brug af materialer til den, som f.eks. påsatte horn.:339  Nogle fremstillede deres egen personlige fjerprydelse efter at være blevet opfordret til det i en detaljeret vision; der fulgte så gerne hellige sange og måske også tabuer med hovedbeklædningen.:82  En mand kunne stille sin fjerprydelse til rådighed for en nær slægtning ved særlige lejligheder.:92  Hvert krigerselskab havde gerne sin egen karakteristiske fjerprydelse eller anden form for hovedbeklædning, der blev båret af alle dets medlemmer ved givne anledninger.:6  I flere stammer var fjerprydelsen så krigerselskabets ejendom.:10  Personligt ejede fjerprydelser blev brugt bl.a. som gaver,:161  de kunne skifte hænder i såvel store byttehandler:viii  som i spil,:98  og de kunne afstås gennem et ceremonielt salg.:116  Fjerprydelser var tillige et værdsat krigsbytte, der affødte respekt og øgede erobrerens prestige.:40 
Ved sin død fik ejeren af en fjerprydelse den eventuelt med i graven eller på ligstilladset.:162  Ellers kunne den gå i arv fra far til søn og videre til et barnebarn.:52 
Til daglig lå fjerprydelsen beskyttet i en cylindrisk læderæske.:116  For at tage den i brug f.eks. op til en kamp måtte ejermanden ofte afsynge hellige sange og foregive at tage fjerprydelsen på hovedet tre gange, før han virkelig gjorde det den fjerde og hellige gang.:184 

## Den alment kendte fjerprydelse
Den typiske fjerprydelse omtales dels som den halo-formede fjerprydelse:  og dels som den vide eller struttende fjerprydelse.:23  Den bestod af en tætsiddende skindhue med et perlebroderet bånd fortil:27  og med fastgjorte, mere eller mindre bagudvendte halefjer fra ørne i en sluttet ring (”halo”) hele kanten rundt.:78  Flere anså halefjer fra unge kongeørne som de rette at bruge i en fjerprydelse,:8  og disse kunne være købt eller f.eks. skaffet under ørnefangst. Fjerskaftet var omviklet med farvet skind eller stof på den nederste del, mens spidsen ofte var fremhævet med f.eks. hvide dun, hvorfra farvede hestehår hang løst ned. Skindhuens sider var tit forsynet med nogle få fjer, hermelinshaler eller andet, der hang løst ned omtrent ved tindingen.:27 
Nogle mænd tilføjede denne grundform for fjerprydelse et farvet slæb eller hale bagtil. Slæbet, enten enkelt eller dobbelt,:72  var tit af stof forstærket med en lærreds-bort og med fastgjorte ørnefjer i hele dets længde. Slæbet kunne være op til toogenhalv meter langt, og fjerprydelsen var i så fald kun beregnet til ryttere.:27 

## Eksempler på særlige fjerprydelser
De ældste fjerprydelser undergik forandringer, og nyskabelser kom til. Cheyennernes Crazy Dogs kreerede en fjerprydelse med påsatte horn fra en gaffelantilope.:7  En hætte med kunstigt smalle bisonhorn og udelukkende med fjer fæstnet på et slæb bagtil fandtes i mindst to udgaver.:25  Navnlig blackfoot folket anvendte en kompakt fjerprydelse med tætstillede fjer, der stod lodret op.:6 
Under skidi pawneernes The One Horn Dance skulle dansernes fjerprydelser være udstyret med et enkelt bisonhorn i højre side.
Blandt lakotaerne brugte nogle krigere en fjerprydelse med fire påsatte horn, inspireret af en dræbt fjende med netop sådan en hovedbeklædning.:403  Den første fjerprydelse med horn lavet blandt siouxerne overhovedet var i 1834-1835 ifølge en vintertælling.:372 
En blackfoot kvinde bar en rigt sammensat hovedbeklædning med fjer i forbindelse med stammens soldans. En sang for hver enkelt ting brugt i hovedbeklædningen satte fokus på genstanden. Fjerprydelsen bestod bl.a. af et blåmalet læderbånd, to fjer fortil og to bagtil, to fjerbuske, en pilespids af sten, en hale af en bisonkalv samt en lille dukke, hvis hoved var udstoppet med tobaksfrø.:245 
Mange fuglearter lagde fjer til fjerprydelserne. En ponca brugte pelikanfjer,:101  og hidatsaerne i Dog selskabet brugte både ravne-, skade- og uglefjer i deres pompøse hovedbeklædning.:355  Fjerprydelsen i mandanernes Lone Man bundt var forsynet med skiftevis ravne- og svanefjer.:120  Mindre fjer brugt f.eks. som vedhæng ved tindingen kom bl.a. fra spætter og isfugle.:8 

## Kuriøse oplysninger
Brugen af fjerprydelser er nævnt i en sioux vintertælling for året 1701,:24  og i historisk tid indridsede indianere stregtegninger af folk med fjerprydelser på ved f.eks. Writing-On-Stone Provinspark.:45 
Cheyennerne siges ikke at have brugt fjerprydelser før de kopierede skikken fra lakotaerne i forbindelse med indvandringen på prærien.:52 
Nogle kiowaer fandt deres fjerprydelse for kostbar til at bære og måske miste i kamp,:64  mens andre løb risikoen.:282 

## Berømte fjerprydelser
Pawneen Pitaresaru, hyldet modstander af Morning Star-ceremonien, var den første i en indfødt delegation til de amerikanske storbyer til at blive portrætteret med en fjerprydelse på hovedet. Det var i 1821.:190 
Cheyenne krigeren Roman Nose fik sin berømte og sjældne fjerprydelse i 1860, hvor medicinmanden White Buffalo Bull (Ice) lavede den til ham. Midt på fjerprydelsens pandebånd fortil var fastjort et enkelt, opadbuet bisonhorn i efterligning af en behornet slange, som Roman Nose havde set i en vision som dreng. Selv til hest rørte et påsat slæb af bisonskind bagtil næsten jorden. Hele vejen ned ad slæbet sad der skiftevis rød- og sortmalede ørnefjer i tilsammen 10 grupper af fire. Ingen materialer i fjerprydelsen kunne føres tilbage til de hvide, og med fjerprydelsen fulgte både påbud og tabuer.:307 
På Arlington National Cemetery tog crow høvding Plenty Coups sin fjerprydelse af og lagde den og sin fjerprydede coup stav på sarkofagen for Den Ukendte Soldat faldet i 1. verdenskrig tre år før og netop stedt til hvile på kirkegården. Høvdingens tribut til alle faldne i kamp skete den 11. november 1921 foran op mod 100.000 fremmødte, bl.a. præsident Harding og førstedame, den franske marskal Ferdinand Foch og andre personligheder. Plenty Coups deltog som en repræsentant for de indfødte amerikanere.:345 